# Concei
Concei – miejscowość i gmina we Włoszech, w regionie Trydent-Górna Adyga, w prowincji Trydent.
Według danych na rok 2004 gminę zamieszkiwało 758 osób, 25,3 os./km².
W 2010 r. gmina została zlikwidowana i wraz z gminami Pieve di Ledro, Bezzecca, Molina di Ledro, Tiarno di Sopra oraz Tiarno di Sotto zostały połączone w jedną gminę Ledro